# Коровин, Василий Иванович
Василий Иванович Коровин — советский хозяйственный, государственный и политический деятель, Герой Социалистического Труда.

## Биография
Родился в 1917 году в селе Бражное Енисейской губернии (ныне Красноярский край). Член КПСС.
С 1931 года — на хозяйственной, общественной и политической работе. В 1931—1976 гг. — колхозник в колхозе «Заветы Ильича», тракторист при Больше-Уринской машинно-тракторной станции, в Рабоче-Крестьянской Красной Армии, участник Великой Отечественной войны, бригадир тракторной бригады Больше-Уринской МТС Канского района Красноярского края.
Указом Президиума Верховного Совета СССР от 10 апреля 1948 года присвоено звание Героя Социалистического Труда с вручением ордена Ленина и золотой медали «Серп и Молот».
Умер в Канском районе в 1992 году.